# Hjalmar Andresen
Pour les articles homonymes, voir Andresen.
Hjalmar Andresen (né le 18 juillet 1914 - mort le 22 juin 1982) fut un joueur international de football norvégien, qui jouait au poste d'attaquant.

## Biographie

### Club
On sait peu de choses sur sa carrière de joueur en club, mais c'est dans l'équipe du championnat de Sarpsborg FK Norvège que Hjalmar Andresen évolue durant sa carrière.

### International
Il fut un international, et participa avec l'équipe de Norvège à la coupe du monde 1938 en France.